# Auf den Hund gekommen (Film)
Auf den Hund gekommen ist ein deutscher Fernsehfilm der Frühling-Filmreihe von Christoph Eichhorn, der am 30. Januar 2022 erstmals im ZDF ausgestrahlt wurde.
Der Film erzählt die Geschichte der Dorfhelferin Katja Baumann, gespielt von Simone Thomalla, die Familien in Notsituationen zur Seite steht und gleichzeitig versucht Frühling in die Herzen der Menschen zu tragen. Es ist der 33. Film einer Reihe, in deren Mittelpunkt die Menschen des Ortes mit Namen Frühling stehen.

## Handlung
Auf Dorfhelferin Katja Baumann wartet eine ganz neue Herausforderung, denn der Besitzer eines Hundehotels braucht Hilfe. Anton Lachner ist bewusstlos zusammengebrochen und muss im Krankenhaus operiert werden. Alle 15 Hunde, die er in Obhut hatte, sind entlaufen und sorgen nun in Frühling für Aufregung. Katja wird um Hilfe gebeten und packt ihre Koffer, da der Einsatz eine längere Zeit in Anspruch nehmen wird. Adrian, der den Tod seines Vaters noch lange nicht verwunden hat, muss sie allein lassen, was ihr nicht gerade leicht fällt, da er im Zuge seiner Trauerbewältigung gerade in die Computersucht abzurutschen droht.
Auf dem Weg zu ihrem Einsatzort fällt Katja ein verwirrter junger Mann auf, der glaubt, einen Hund überfahren zu haben. Katja kann allerdings an seinem Auto keinerlei Spuren eines Unfalls entdecken. Trotzdem hilft sie ihm suchen, informiert allerdings Pfarrer Sonnleitner von dem seltsamen Vorfall. Nach erfolgloser Suche nimmt Katja ihre eigentliche Arbeit auf, denn die Polizei bringt schon die ersten eingefangenen Hunde in die Hundepension zurück. Der Rest der Tiere findet sich am nächsten Tag ebenfalls ein und so will Katja den jungen Mann darüber informieren, dass er keinen Hund überfahren habe. Bei ihm handelt es sich um Simon Fries, der ihr seine Adresse genannt hatte und so klingelt sie bei ihm an der Tür. 
Der junge Mann zögert zunächst mit Katja zu reden, bittet sie dann aber ins Haus. Das wirkt auf sie ebenso befremdlich wie Simon selbst. Irgendwie scheint die Zeit hier stehen geblieben zu sein: alte Möbel, alte Tapeten und Vorhänge, alte Familienbilder. Simon lebt allein in dem Haus und alles ist ordentlich und aufgeräumt, allerdings nicht in seinem Kopf. Er berichtet von Visionen, die er habe. Ständig würde etwas vor ihm auf die Straße springen: Menschen, Tiere, sie würden dort auf ihn warten und er höre sogar die Knochen brechen, könne das Blut riechen. Katja rät ihm, sich in Behandlung zu geben, doch damit löst sie erst recht ein Trauma in ihm aus. Er bedroht Katja mit einem Messer und sperrt sie in den Keller. Anschließend fährt er ihr Auto, in dem sie ihr Handy zurückgelassen hatte, bis zur Landstraße und läuft zu Fuß zurück. Niemand kann Katja erreichen oder weiß, wo sie abgeblieben sein könnte. Sowohl Lilly als auch der Pfarrer machen sich große Sorgen. Als die Suchenden Katjas Auto finden, wird auch die Polizei informiert und jetzt fällt dem Pfarrer Katjas Bemerkung über den seltsamen jungen Mann ein. Die Polizei erscheint bei Simon Fries und muss die Tür aufbrechen, weil er nicht öffnet. Verschüchtert lässt er sich festnehmen und in die psychiatrische Abteilung der Klinik bringen. Katja ist froh, dass der Alptraum ein Ende hat und sie wieder frei ist.

## Produktionsnotizen
Die Episode wurde vom ZDF in Zusammenarbeit mit „Seven Dogs Filmproduktion“ und UFA Fiction produziert und im Rahmen der ZDF-„Herzkino“-Reihe und als 33. Folge der Frühling-Filmreihe ausgestrahlt. Die Dreharbeiten erfolgten vom 27. April bis zum 24. Juni 2021 in Bayrischzell im Landkreis Miesbach. Einer der Hauptdrehorte ist auch das „Cafe Huber“ in Bayrischzell und die Kurklinik in Thiersee sowie der See selbst.

## Rezeption

### Kritik
Oliver Armknecht von film-rezensionen.de meinte, der Film „beginnt als süße Hundeschau und will dann auf einmal ein abgründiges Drama sein. Die Geschichte ist grotesk, die Figurenzeichnung mäßig, das passt alles nicht zusammen. Da können selbst die schönen Bilder und gute schauspielerische Leistungen nichts mehr retten.“ „Das ist auch deshalb ärgerlich, weil die schauspielerische Leistung für ein Herzkino recht hoch ist. Gerade Simone Thomalla zeigt wieder mal ihr Talent, zumindest innerhalb des Rahmens, den man ihr lässt. Ein bisschen mehr Nuance wäre nicht verkehrt, die im Film passend ‚Mary Poppins von Frühling‘ genannte Weltverbesserin darf eher selten die menschliche Bandbreite aufweisen. Das größere Problem ist aber die Geschichte und einige der grauenvollen Randfiguren, mit denen Frühling: Auf den Hund gekommen quält.“
Für prisma.de wertete Elisa Eberle: „Beim unbeschwerten ‚Holly-Wuff‘ bleibt es jedoch nicht. Mitten im Hundestress begegnet Katja einem jungen Psychopathen, der aus dem Krankenhaus entkommen ist. Das bringt die sonst so coole Katja in Bedrängnis – es sieht aus, als seien die Zuschauer urplötzlich beim Herzkino-Dauerkonkurrenten ‚Tatort‘ gelandet. Nicht zuletzt dank des emsigen Pfarrers Sonnleitner (Johannes Herrschmann) wird aber alles wieder gut.“
Die Kritiker der Fernsehzeitschrift TV Spielfilm vergaben eine mittlere Wertung. (Daumen gerade) und meinten: „Psychopath im Heile-Welt-Idyll: seltsam.“
Auf der Internetseite vielleserin.de war zu lesen: „Neben den tierischen Charakterzügen weist diese Episode durchaus auch ernsthafte Klänge auf.“ „Die Themen Mediensucht und Depressionen machen den Film aktuell und gleichzeitig zeitlos, denn die Depressionen gehören zu einem absoluten Tabuthema und sich in eine eigene Welt zurückzuziehen ist häufig ein Ausdruck von Depression.“

### Einschaltquote
Bei der Erstausstrahlung am 30. Januar 2022 wurde Auf den Hund gekommen in Deutschland von 5,08 Millionen Zuschauern gesehen, was einem Marktanteil von 14,9 Prozent entsprach.